# Валмака
Валмака (итал. Valmacca) је насеље у Италији у округу Алесандрија, региону Пијемонт.
Према процени из 2011. у насељу је живело 717 становника. Насеље се налази на надморској висини од 96 м.

## Становништво
| 1931. | 1936. | 1951. | 1961. | 1971. | 1981. | 1991. | 2001. | 2011. |
| ----- | ----- | ----- | ----- | ----- | ----- | ----- | ----- | ----- |
| 1.946 | 1.931 | 1.761 | 1.731 | 1.415 | 1.229 | 1.153 | 1.099 | 1.055 |